# Svatý Kolumba
Svatý Kolumba (též Kolumba z Iony či Kolumbán starší čili Colmcille nebo Columcille; 7. prosince 521, Donegal, Irsko – 9. června 597, Iona) je postava gaelské historie, misionář a mnich, který šířil křesťanství na území dnešního Skotska a Irska během tamní „doby temna“. Byl to jeden z apoštolů piktského národa.

## Život
Narodil se v dynastii Cenel Conaill, která pod jménem O’Donnell v Irsku přetrvala jako jedna z vůdčích až do 17. století. Na jeho vývoj měly vliv tři osoby: kněz Cruithned, Gemman (pod ním studoval jako jáhen v Leinsteru) a biskup Finian (pravděpodobně sv. Finian z Clonardu).

## Misijní činnost
Roku 563 opustil Kolumba spolu s dvanácti společníky Irsko na tzv. „pouti pro Krista“ a dostal se do dnešního západního Skotska. Není známo, kde první roky pobýval, později se však usadil na ostrově Iona, kde založil klášter. Odtud se pak šířilo křesťanství na sever mezi Pikty (proto je sv. Kolumba nazýván apoštolem piktského národa) a do Northumbrie mezi Anglosasy.
Většina informací o sv. Kolumbovi pochází ze spisů Život sv. Kolumby od svatého Adomnana a z análů z Ulsteru.

## Kláštery
Podle sv. Adomnana byly na Ioně založeny čtyři kláštery nebo poustevny: Mag Luinge na ostrově Tiree, Hinba (pravděpodobně ostrov Jura), Cella Diuni a ostrov zvaný Elen. Žádné z těchto míst se však nezachovalo a archeologové pouze odhadují lokality, kde se tato místa mohla nacházet.

## Smrt
Kolumba zemřel v klášteře na Ioně roku 597. Roku 794 se přes ostrov přehnali Vikingové. Kolumbovy ostatky byly přemístěny roku 849 a rozděleny mezi Skotsko a Irsko. Předpokládá se, že byly pohřbeny v Downpatricku v hrabství Down společně s ostatky svatého Patrika a svaté Brigid nebo v Saul Church v blízkosti Downpatricku.[zdroj?]

## Kniha z Kellsu
Možná nejslavnějším počinem kláštera na Ioně byla Kniha z Kellsu, jinak také Kniha sv. Kolumby, která je nyní uložena v knihovně Trinity College v Dublinu. Jedná se o bohatě iluminovaný rukopisný evangeliář psaný latinsky.